# Gonodontis euctista
Gonodontis euctista är en fjärilsart som beskrevs av Turner 1947. Gonodontis euctista ingår i släktet Gonodontis och familjen mätare. Inga underarter finns listade i Catalogue of Life.